# Cyprinodontidae
Los ciprinodóntidos (Cyprinodontidae, del griego clasico κυπρῖνος (kuprînos), "carpa", y ὀδούς (odoús), "diente") son una familia de peces actinopterigios, denominados comúnmente cachorritos, bolines o fartets. La familia se desgajó del orden Atheriniformes en 1964; hoy, se encuentra encuadrada en un orden propio, las ciprinodontiformes.

## Distribución
Los ciprinodóntidos son peces pequeños presentes en todos los continentes salvo en Australia y en las regiones situadas por debajo de los 50" de latitud norte y de 45" de longitud sur. Las zonas con mayor diversidad se encuentran en América, Indias Occidentales, norte de África y la región del Mediterráneo y Anatolia.

## Características
Las características definitorias del grupo son fundamentalmente dos: la posesión de una boca en el ápice del rostro, muy elevada respecto de la cabeza, lisa y plana; y un patrón de coloración a bandas verticales a lo largo del cuerpo del animal. Esta última característica es variable dependiendo de la especie y del sexo del individuo: dicho bandeado puede tornarse un patrón de puntos más o menos alineados.
En cuanto al hábitat, suelen ser dulceacuícolas, aunque toleran la salinidad muy bien; un ejemplo de un ciprinodóntido eurihalino es el fartet o Aphanius iberus, habitante habitual tanto de ríos como de salinas de elevada osmolaridad.
Las especies del grupo son ovíparas.Los machos desarrollan un gonópodo a partir de una aleta para canalizar la llegada del esperma al gonoporo femenino y por tanto para facilitar la cópula, si bien la fecundación es externa.
Morfológicamente, poseen los procesos dorsales de los maxilares con una expansión o más medial; tanto es así que pueden llegar a contactar en el eje de simetría longitudinal del individuo. El brazo lateral de la maxila también posee una expansión. Poseen aproximadamente 22 cm de longitud.

## Taxonomía
FishBase asume que existen 136 especies agrupadas en 9 géneros:
- Subfamilia Cubanichthyinae Parenti, 1981:
  - Cubanichthys Hubbs, 1926

- Subfamilia Cyprinodontinae Gill, 1865:
  - Tribu Cyprinodontini Gill, 1865:
    - Cualac Miller, 1956
    - Cyprinodon (Lacepède, 1803)
    - Floridichthys Hubbs, 1926
    - Garmanella Hubbs, 1936
    - Jordanella Goode y Bean, 1879
    - Megupsilon Miller y Walters, 1972

  - Tribu Orestiini Bleeker, 1860:
    - Aphanius Nardo, 1827
    - Orestias Valenciennes, 1839